# Сутягинский, Михаил Александрович
Михаил Александрович Сутягинский (1 января 1962, пос. Джалтыр, Целиноградская область, Казахская ССР) – промышленник, бизнесмен, в 2008-2011 гг. - депутат Государственной Думы ФС РФ V созыва, член Комитета ГД ФС РФ по экономической политике и предпринимательству, основатель Группы компаний «Титан», Председатель совета директоров  АО "ГК "Титан", член Генсовета,  председатель комитета по химической промышленности Общероссийской общественной организации "Деловая Россия".

## Образование
В 1984 г. окончил Омский институт инженеров железнодорожного транспорта по специальности «Тепловозы и тепловозное хозяйство». В 2000 г. – Московский государственный университет экономики, статистики и информатики по специальность «Финансы и кредит».

## Карьера
1989–2007 гг. – руководитель Группы компаний «Титан»; 2007 г. – депутат Законодательного Собрания Омской области; c 2007 по 2011 гг. – депутат Государственной Думы Федерального Собрания Российской Федерации V созыва, член комитета по экономической политике и предпринимательству, член фракции «ЕДИНАЯ РОССИЯ», член комитета по экономической политике и предпринимательству. В настоящее время  - Председатель Совета директоров АО «ГК «Титан»,  ПАО «Омский каучук», почетный доктор Московской государственной академии тонкой химической технологии (МИТХТ) имени М.В. Ломоносова (2011 г.), член попечительского совета Национального минерально-сырьевого университета «Горный», комиссии по химической промышленности Российского союза промышленников и предпринимателей, научно-координационного совета по вопросам разработки и реализации подпрограммы «Промышленные биотехнологии» государственной программы РФ «Развитие промышленности и повышение ее конкурентоспособности» при Министерстве промышленности и торговли РФ, межведомственного экспертного совета по развитию химической и нефтехимической промышленности Минпромторга и Минэнерго РФ, сопредседатель секции «Новые технологии» Российско-Германского сырьевого форума. Входит в  состав Генерального совета "Деловой России", является председателем комитета по химической промышленности.

## Особые достижения
Михаил Сутягинский является рационализатором, автором нескольких патентов на полезную модель и изобретение, в том числе устройство для получения органического угля, брикетированная смесь для получения кремния и способ ее приготовления, холодильная установка и другие.
Бизнес-инициативы Михаила Сутягинского внесли весомый вклад в развитие Омской области и Республики Казахстан. Благодаря ему создано более 30 предприятий, реализовано более 10 крупных инвестиционных проектов.
Михаил Сутягинский - инициатор проекта по выпуску высокооктановой добавки к топливу (метил-трет-бутилового эфира – МТБЭ) на предприятии «ЭКООЙЛ». Первая тонна продукта получена 19 августа 1995 года.Продукт компании востребован на рынке, поставляется крупнейшим нефтеперерабатывающим заводам в России и за рубежом.
Под руководством Михаила Сутягинского в 1998 году началось восстановление производственных мощностей  ПАО «Омский каучук». В 2005 году началось строительство крупного инвестиционного объекта – ТЭС.
В период с 2011 по 2015 год построены и введены в эксплуатацию пять производств, в том числе: свиноводческий комплекс «Петровский» мощностью 100 тыс. голов в год (2011), комбикормовый завод «Пушкинский» мощностью 125 тыс. тонн в год (2015 ), I очередь мясокомбината и другие; создано более 1000 рабочих мест.
В 2013 году введен в эксплуатацию завод «Полиом» с достигнутой мощностью 210 тысяч тонн полипропилена в год. Предприятие входит в тройку крупнейших российских производителей полимеров - это первый успешный проект Омской области, реализованный на условиях государственно-частного партнерства с привлечением средств Государственной корпорации «Банк развития и внешнеэкономической деятельности (Внешэкономбанк)». Предприятие является совместным активом ГК "Титан", ПАО "Газпром нефть" и ПАО "СИБУР Холдинг".
Отчисления предприятий ГК «Титан» и ООО "Полиом" в бюджеты всех уровней за 2016 год составили  более 4 млрд. рублей.
Параллельно с реализацией производственных проектов Михаил Сутягинский активно участвует в общественной деятельности, представляет Омскую область на федеральном уровне - работает в экспертных советах при Минпромторге и Минэнерго РФ, является сопредседателем секции «Новые технологии» Российско-Германского сырьевого форума и т.д.
Является автором проекта «Биокомплекс», объединяющего агропромышленные и нефтехимические предприятия, направленного на создание первого в России энергоэффективного и экосистемного цикла глубокой переработки возобновляемого сырья.

## Награды и звания
Медаль Преподобного Серафима Саровского I Степени; национальная премия России «Бизнес-Олимп»; диплом Всероссийского конгресса «Государство и социально ответственный бизнес»; национальная премия Минина и Пожарского «За достойные дела – благодарная Россия»; почетный знак «Отличник качества»; медали «За высокие достижения», "Омск. 300-летие", имеет звание "Почетный работник промышленности Омской области", а также  другие награды. В 2018 году Михаилу Александровичу присвоено звание Министерства промышленности и торговли Российской Федерации "Почетный химик", также он был награжден почетным знаком-орденом I степени "За заслуги перед химической индустрией России".